# أنغلو فرنش
أنغلو فرن هي سيارة إنجليزية تم تصنيعها من قبل شركة تعمير المحركات الفرنسية الإنكليزية التابعة ليون هوليرز( Leon l'Hollier's Anglo-French Motor Carriage Company), في بيرمنغهام من 1896 وحتى 1897.

كانت السيارة هي عبارة عن سيارة روجر بينز معدلة لتناسب السوق الإنكليزية.